# Atarba tatei
Atarba tatei är en tvåvingeart som beskrevs av Alexander 1929. Atarba tatei ingår i släktet Atarba och familjen småharkrankar.
Artens utbredningsområde är Ecuador. Inga underarter finns listade i Catalogue of Life.